# Trapez (żeglarstwo)

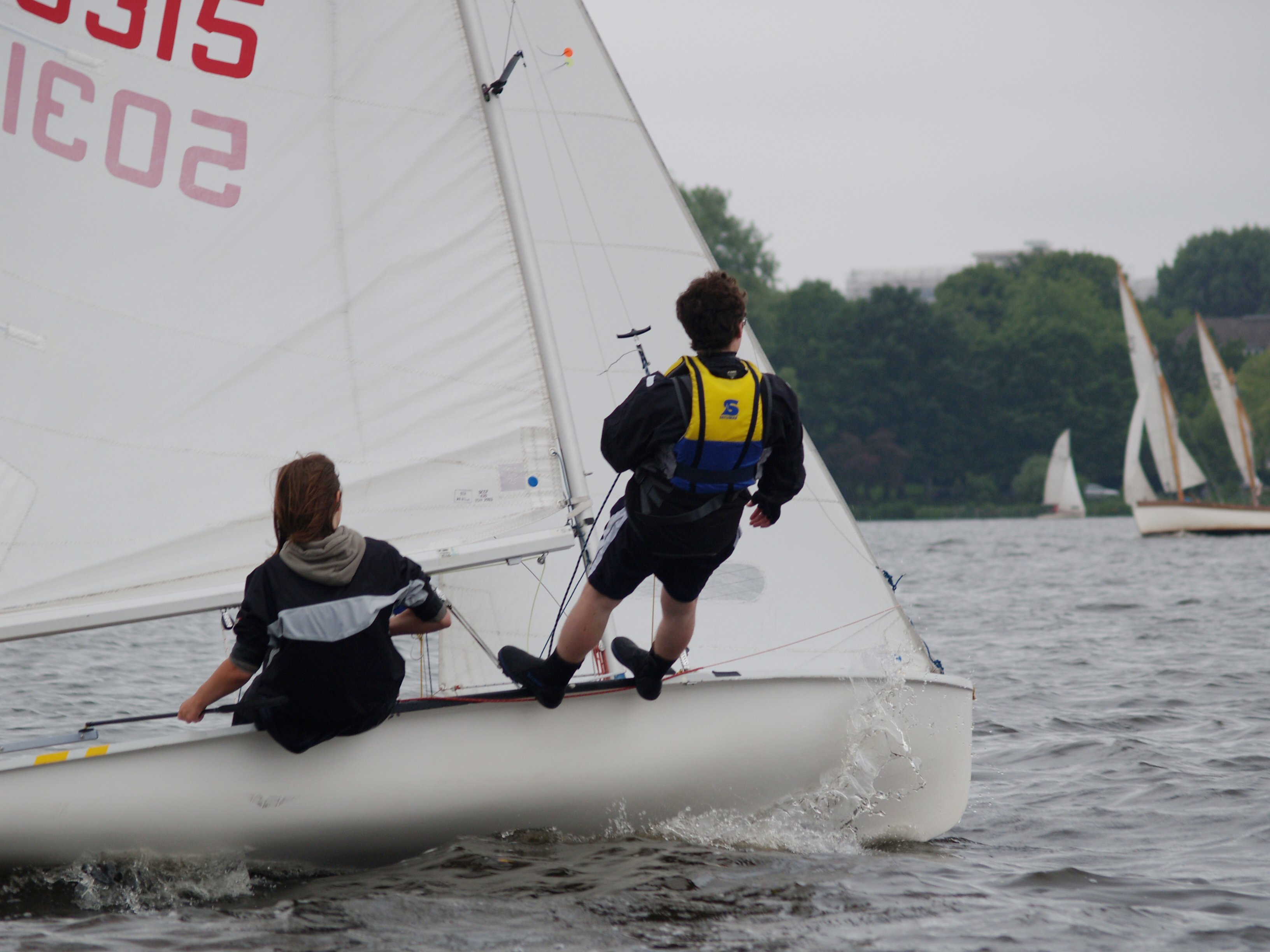
Jeden z członków załogi na trapezie

Trapez w żeglarstwie jest to połączenie uprzęży żeglarza z masztem na wysokości mocowania wanty. Służy do balastowania (utrzymanie w miarę poziomego położenia łódki) poprzez wysunięcie swojego środka ciężkości poza linię burty. Alternatywą dla trapezu jest deska do balastowania.
Obecnie trapezy siodełkowe stosowane są również w windsurfingu i kiteboardingu.